# Beilinmuseet

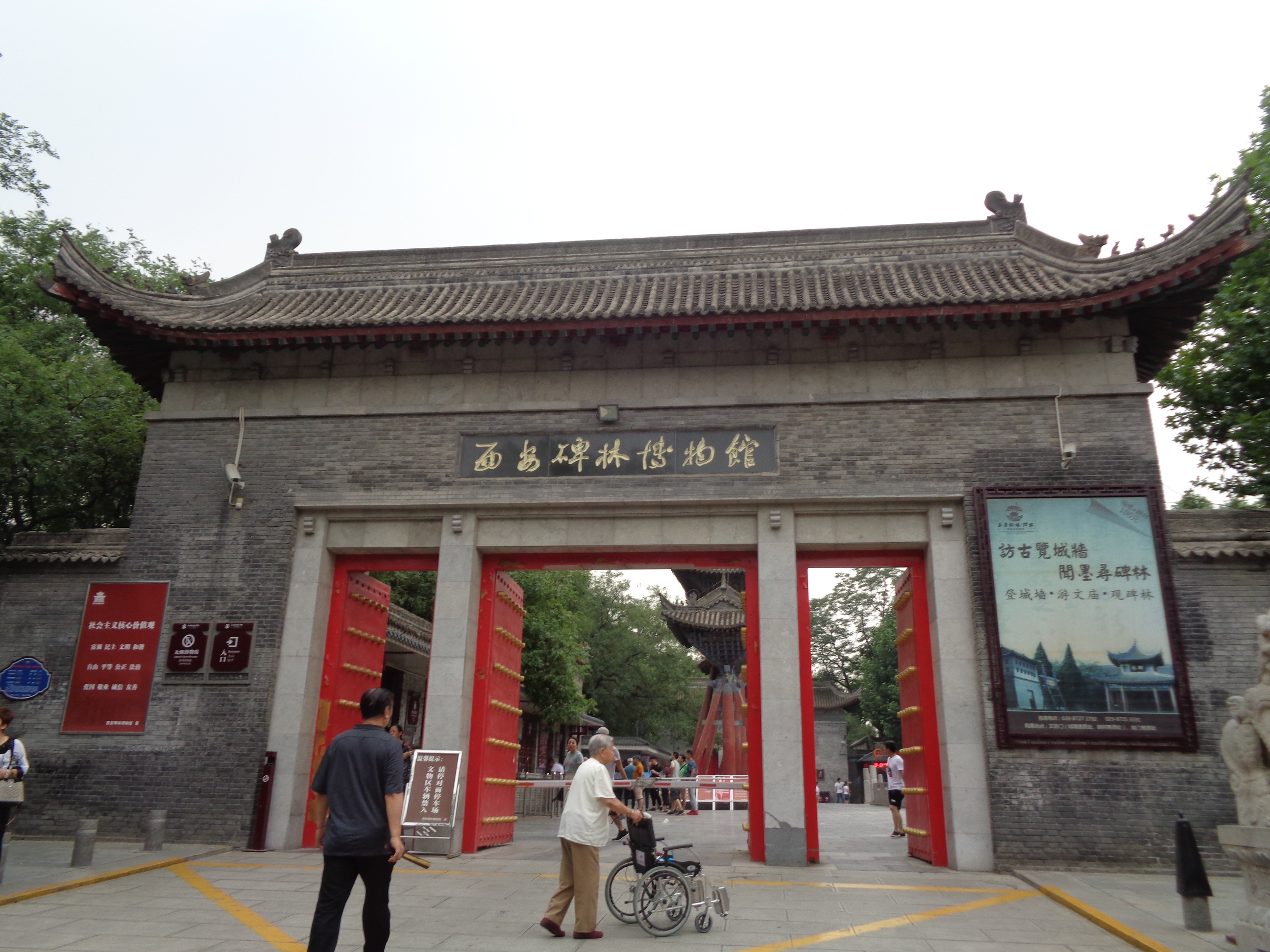
Entren till Beilinmuseet.

Beilinmuseet (西安碑林; Xī'ān Bēilín, 'Xi'ans steleskog' ) är ett museum i Xi'an i Kina. Det är inriktat på att visa stenskulpturer och resta stenar eller stelar från äldre tider. Största delen av samlingen härstammar från Tangdynastin (618–907).
Beilinmuseet  har mer än 3 000 olika stelar, vilket är Kinas största samling. Museet grundades 1087 för att bevara och ställa ut konfucianismiska klassiska verk. Det för västerländska besökare mest intressanta föremålet är Nestorianska stelen med kristen inskription från år 781.

## Urval av utställda föremål

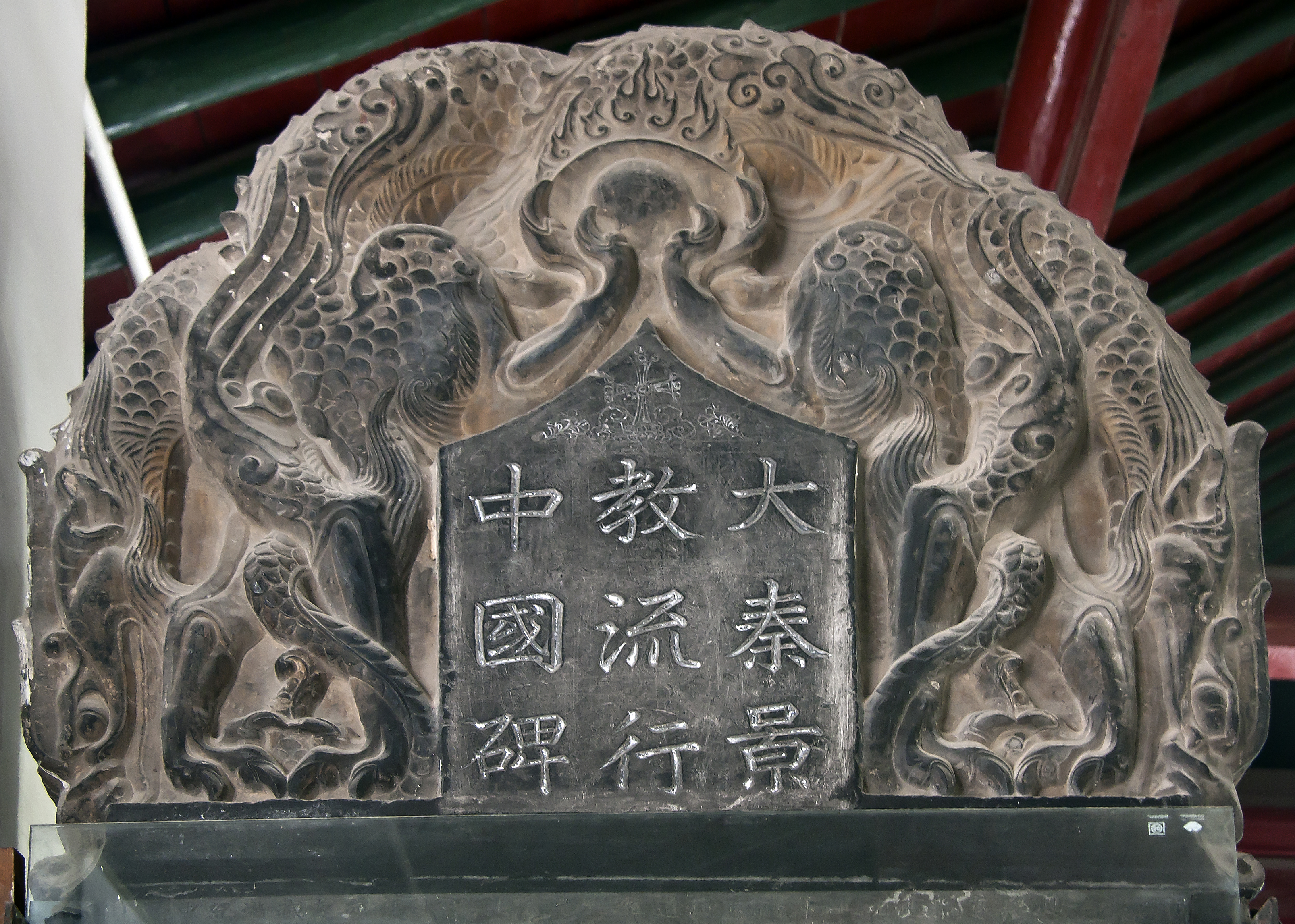
Nestorianska stelen
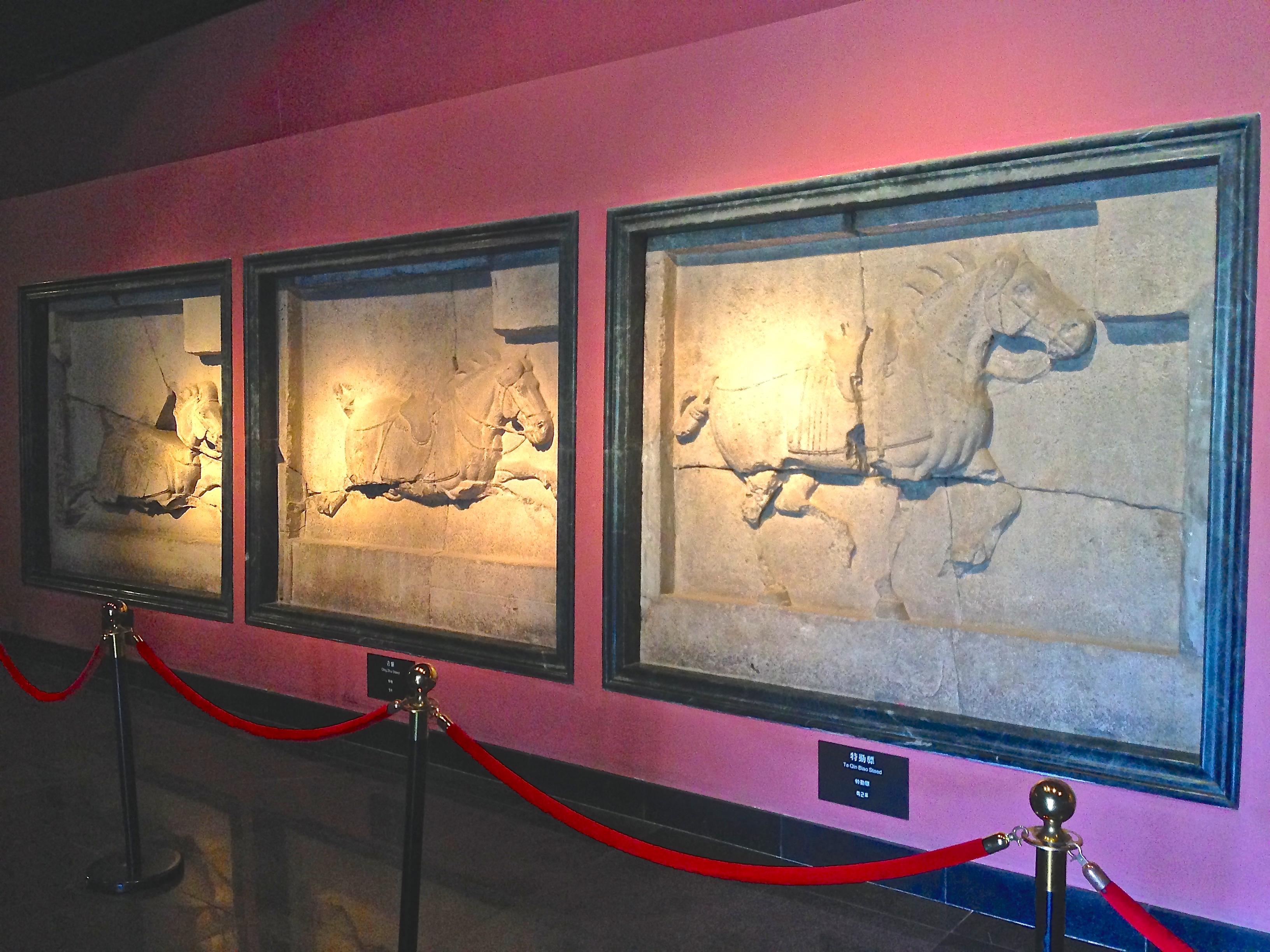
Zhaolings sex hästar
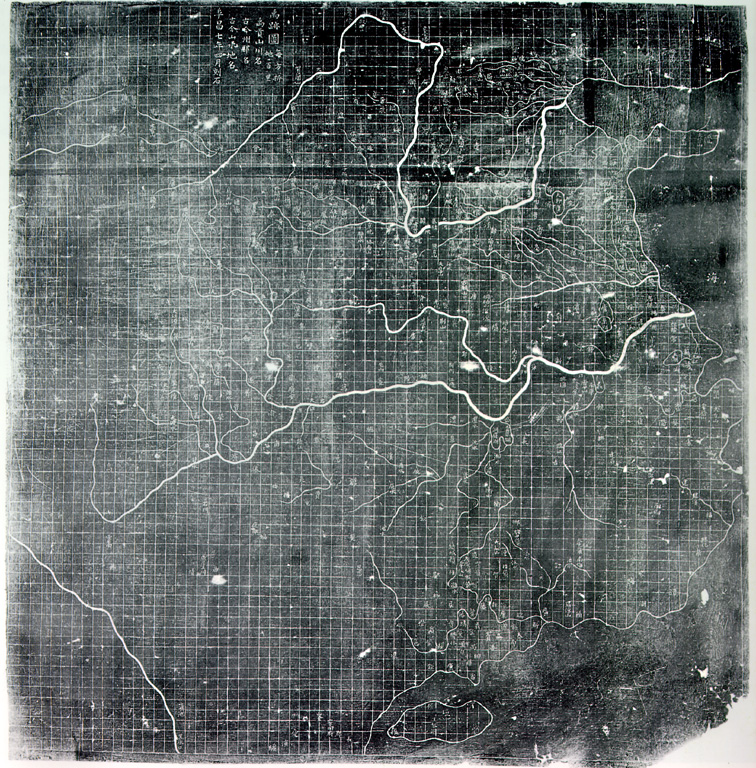
Karta över Yus spår
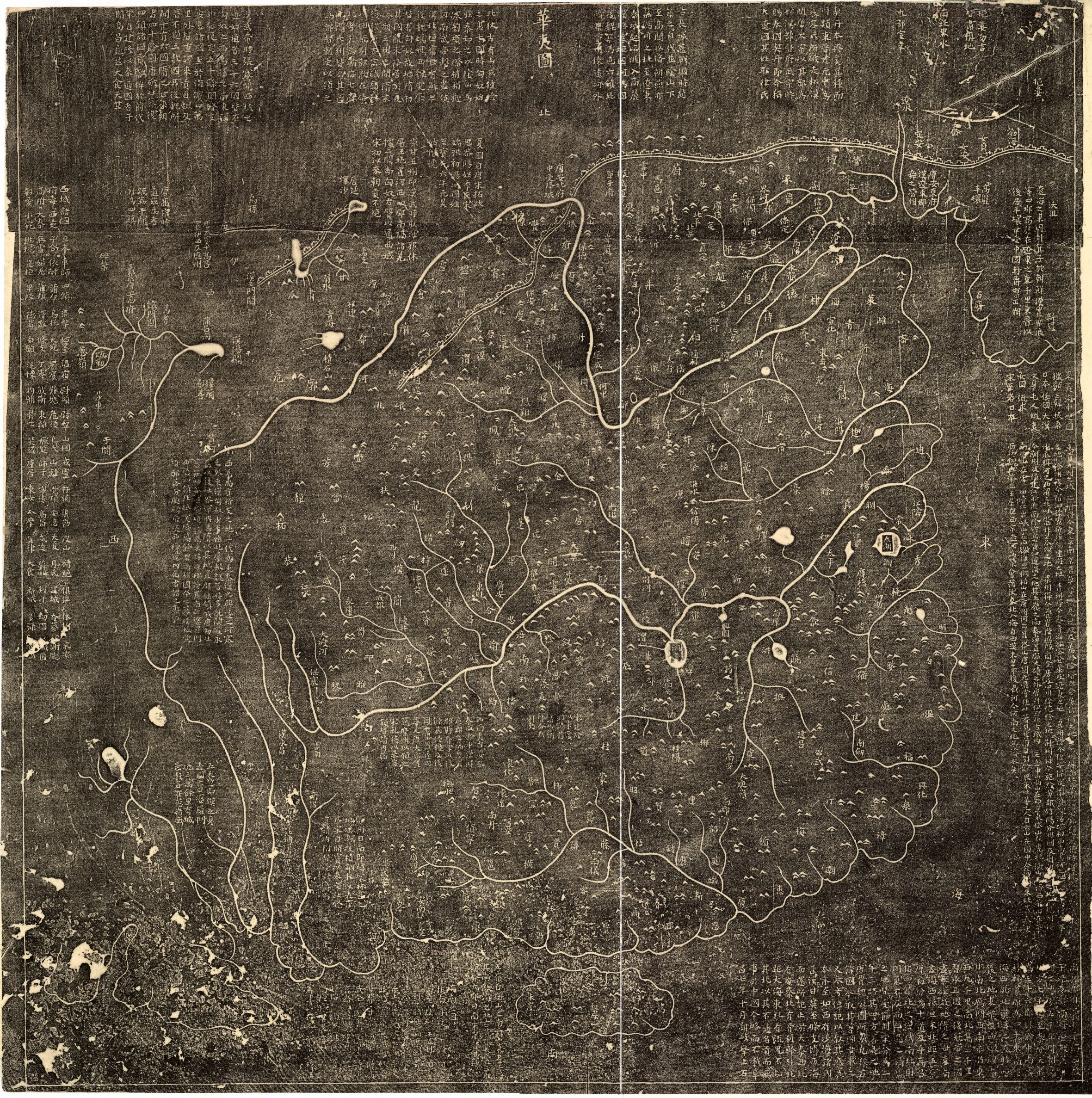
Hua yi tu